# Královo Pole

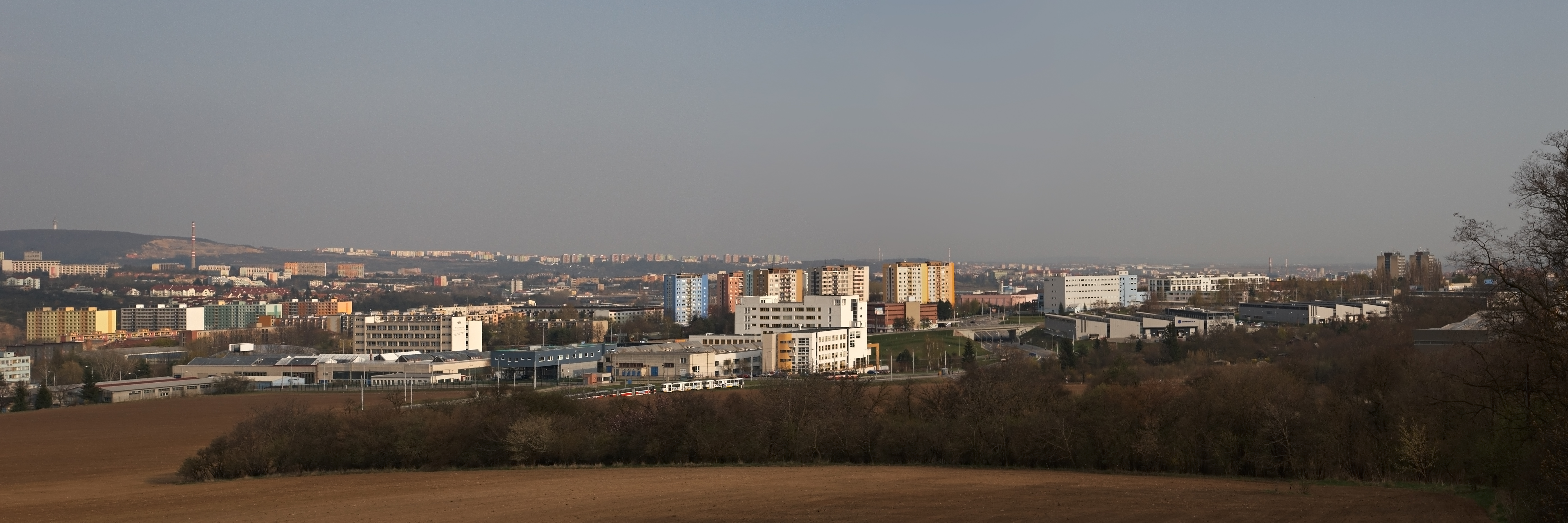
Pohled na Královo Pole od kolejí pod Palackého vrchem

Královo Pole (německy Königsfeld, v hantecu Kénig či Kénik, lidově často zkracováno jako KrPole) je městská čtvrť na severu statutárního města Brna. Její katastrální území má rozlohu 5,50 km². Původně samostatné město bylo k Brnu připojeno v roce 1919, od 24. listopadu 1990 je součástí samosprávné městské části Brno-Královo Pole. Žije zde přes 21 000 obyvatel. 
V roce 2022 byla vyhlášena městská památková zóna, která zahrnuje jak jádro původní vsi (Mojmírovo náměstí), tak plánovaně založenou městskou zástavbu okolo Slovanského náměstí.

## Název
Název upomíná na českou královskou dynastii Lucemburků, původně totiž toto území patřilo mladšímu bratru Karla IV. Janu Jindřichovi, moravskému markraběti.[zdroj⁠?!]

## Charakteristika čtvrtě
Královo Pole má výrazně městský charakter, s pravidelnou a kompaktní uliční sítí a urbanisticky hodnotným komponovaným jádrem. Osami čtvrtě jsou ulice Palackého třída, Purkyňova a na ně kolmý bulvár Skácelova-Slovanské náměstí-Husitská. Převažují zde několikapatrové domy, největší část zástavby pochází z první poloviny 20. století. Je zde umístěn tradiční průmysl (komplex Královopolské strojírny na východním okraji) i moderní technické obory, věda a výzkum (Veterinární univerzita Brno, většina fakult VUT v Brně, Český technologický park). Nachází se zde i Městský fotbalový stadion Srbská, kde hraje své zápasy FC Zbrojovka Brno.
V rámci Brna je Královo Pole považováno za „dobrou adresu“ (společně se sousedními čtvrtěmi Žabovřesky a Veveří), nevyskytují se zde rozsáhlá panelová sídliště ani sociálně vyloučené lokality. Méně atraktivní je pouze oblast od Palackého třídy na východ: přímo na ulici se nachází velké množství heren a východně od ní je zástavba urbanisticky roztříštěná, zčásti tvořená zanedbanými přízemními domy nejstaršího vesnického jádra, na severu naopak sídlištěm, a rušená několika velkými dopravními stavbami.

## Historie
Nejstarší osídlení Králova Pole dokládají archeologické nálezy z období mladší doby kamenné (neolitu) zhruba mezi roky 6 000 až 3 500 př. n. l. Další nálezy pak pocházejí z období eneolitu, doby bronzové a železné. Na několika místech byly zjištěny pozůstatky keltských vesnic, germánské keramiky i nálezy dokládající období Velké Moravy.

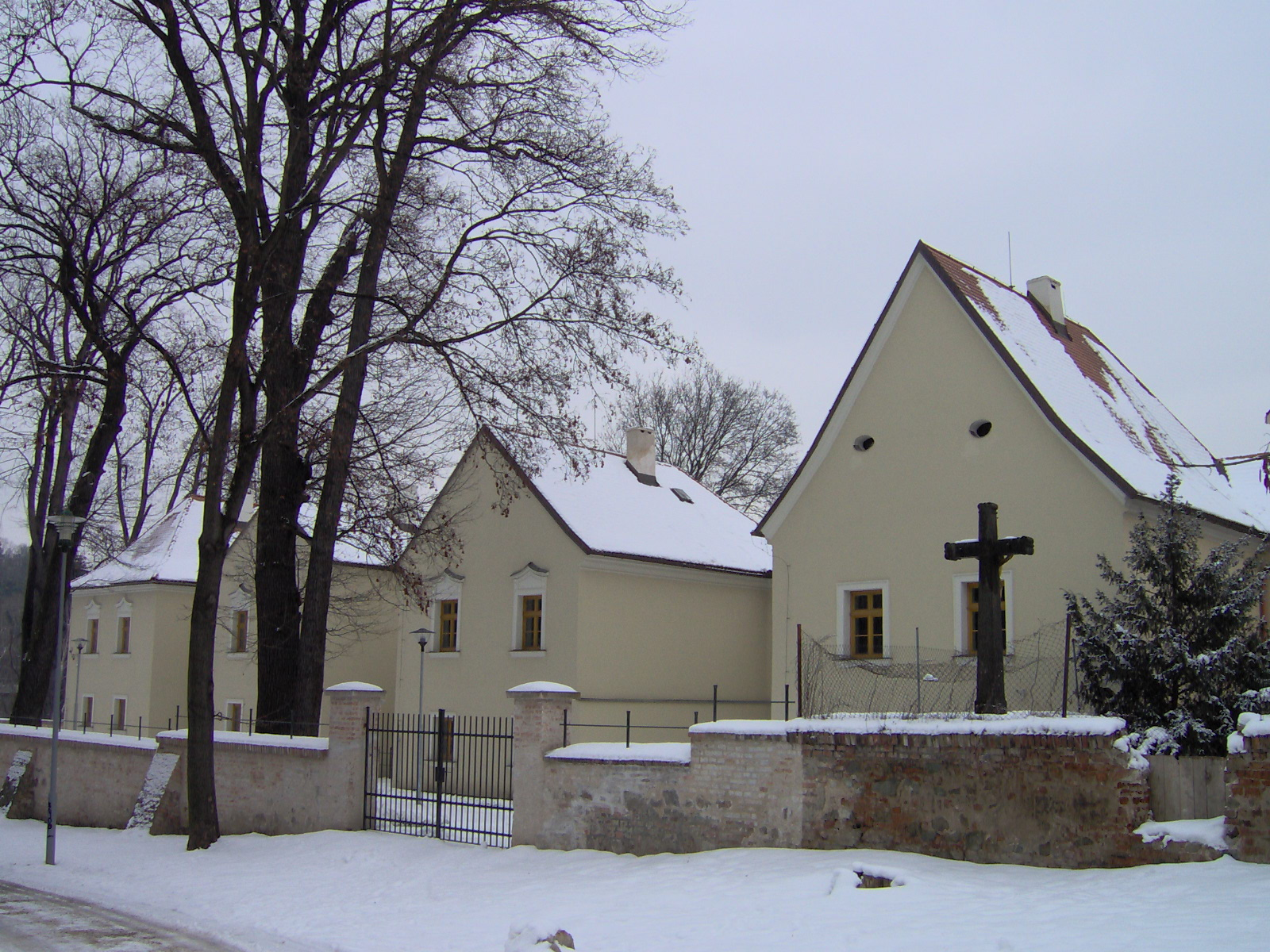
Část budov kartuziánského kláštera

První psaná zmínka o Králově Poli pochází z roku 1240, kdy ves Královo Pole byla, stejně jako většina vesnic v okolí Brna, majetkem krále. Odtud se také odvozuje pravděpodobný původ jména – králova země, královo pole. Na návsi se nacházel kostel svatého Víta. Před polovinou 14. století pak vznikla v severním sousedství původní vsi vesnice Nová Ves (Neudorf). Před rokem 1375 pak došlo ke sloučení obou vsí, přičemž se pro sloučený celek používaly variantní názvy Královo Pole a Nová Ves. Nicméně až do 19. století tvořily Královo Pole a Nová Ves místní části Králova Pole. 13. srpna 1375 založil bratr císaře Karla IV., moravský markrabě Jan Jindřich, na území Nové Vsi k poctě svaté Trojice kartuziánský klášter, kterému daroval své zdejší rozsáhlé pozemky. V důsledku vzniku kláštera došlo k výrazné změně urbanistické struktury území dnešního Králova Pole. Klášter pak vlastnil tyto pozemky až do svého zrušení roku 1782 v rámci Josefínských reforem. Veškerý majetek kláštera byl zkonfiskován a propadl státu, který klášterní pozemky rozparceloval na stejné díly a postupně rozprodal. Roku 1783 tak vznikla severozápadně od Nové Vsi nová osada, pojmenovaná po hraběti Aloisovi Ugartovi. Ugartov (Ugartsdorf) byl od počátku součástí Králova Pole jako jeho osada a místní část. V roce 1783 byl také zrušen malý kostelík svatého Víta na návsi, jenž byl o dva roky později zbořen.
V 18. a 19. století vznikly na území Králova Pole ještě další nové osady: v letech 1756–1763 vznikly podél dnešní Křižíkovy ulice Ovčálovice, známé též pod názvem U Sedmi Hromů. Jejich část se zachovala dodnes při nároží Sladkovského ulice. Roku 1783 vznikla za tehdejším Kartouzským rybníkem východně od dnešního královopolského železničního nádraží skupina domů označovaná Vyhnálovice. K největšímu růstu Vyhnálovic, k nimž náleží zástavba ulic Myslínova, Fibichova a Žleb, došlo ve 30. letech 20. století. Před polovinou 19. století vznikla západně od královopolského nádraží osada Kartouzy. Značná část této osady, vzniklé v prostoru Božetěchovy a Dalimilovy ulice, však byla později zbořena při výstavbě královopolského panelového sídliště.
Roku 1844 bylo Královo Pole povýšeno na městys. Po povýšení Králova Pole na městys došlo k jeho rychlému růstu, především podél cesty do Prahy. Zároveň zde začal silný rozvoj průmyslu. Roku 1853 začal pracovat cukrovar (zanikl roku 1884), v někdejším klášterním pivovaru vznikla roku 1873 sladovna, roku 1880 byla založena záhy zaniklá továrna na koberce. Pracovalo zde i několik cihelen. V budovách někdejšího cukrovaru zahájila roku 1890 výrobu Královopolská strojírna, která byla později výrazně rozšířena. Roku 1913 byla založena továrna na výrobu kosmetických přípravků Alpa.
Roku 1869 bylo Královo Pole spojeno s Brnem koněspřežní tramvají s konečnou u Semilassa. Roku 1884 byla koněspřežka nahrazena parní tramvají, a roku 1900 elektrickou tramvají. Roku 1885 byla územím Králova Pole postavena železnice z Brna do Tišnova.

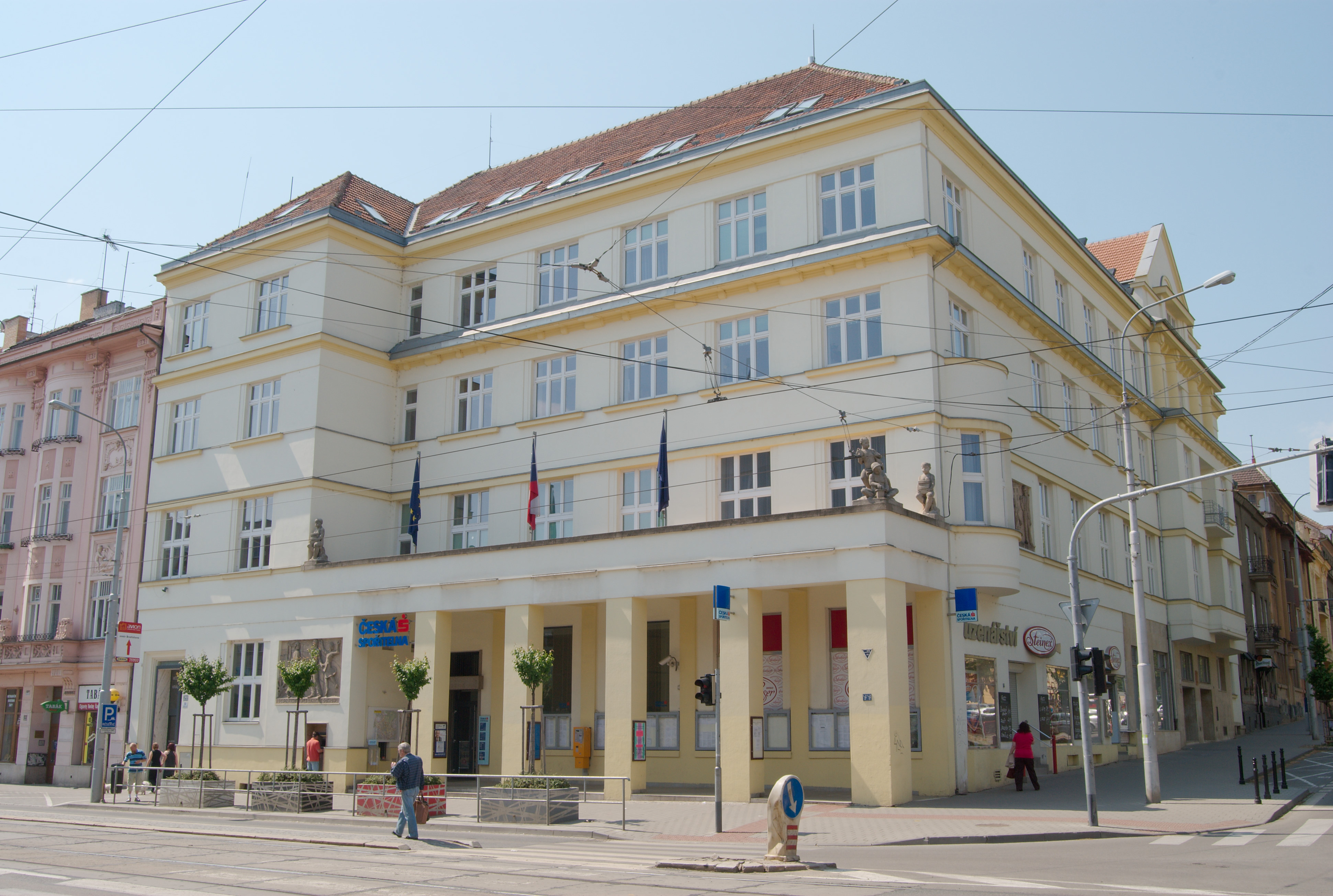
Nárožní budova bývalé spořitelny s protilehlou budovou bývalé pošty navazují na urbanistickou koncepci nového Králova Pole z počátku 20. století

Roku 1905 bylo Královo Pole povýšeno na město, jehož ambice se projevily zadáním regulačního plánu. Další rozšiřování zástavby pak započalo podél nového Slovanského náměstí.
K Brnu bylo Královo Pole ve svých dnešních katastrálních hranicích připojeno ve dvou fázích: 6. července 1850 byla připojena jižní část území náležející původně k Velké Nové Ulici, a 16. dubna 1919 bylo připojeno samo město Královo Pole, jakož i okrajové části dříve náležející k bývalým obcím Žabovřesky a Medlánky.
Ve dvacátých a třicátých letech 20. století pak růst královopolské zástavby pokračoval západně od Slovanského náměstí v okolí Skácelovy ulice. I nadále si Královo Pole udržovalo postavení relativně silného průmyslového centra.
Již v období první republiky začala na jih původního královopolského katastru (avšak mimo dnešní královopolský katastr) zasahovat rozšiřující se zástavba vznikajících Černých Polí. Po roce 1925 začala na východě původního královopolského katastru (na jihozápadě území dnešní Lesné) vznikat dělnická kolonie Divišova čtvrť. V letech 1941–1953 bylo provedeno přeložení tišnovské trati, při niž bylo vybudováno východně od Božetěchovy ulice nové královopolské nádraží, zatímco stará trať se stala jen vlečkou Královopolské strojírny a přilehlé teplárny. V sousedství Divišovy čtvrti začala roku 1962 výstavba nového sídliště Lesná, jehož západní část tehdy zasahovala do katastru Králova Pole. V letech 1968–1975 došlo k vybudování královopolského panelového sídliště a tím i k zahájení dostavby a přestavby okrajových částí Králova Pole. V polovině 90. let byla schválena výstavba komplexu bytových domů přiléhajících k západní straně ulice Kociánka.
Prostor Králova Pole obohatili – zejména v předválečné době – někteří vynikající architekti a mezi nimi je na předních místech nutno jmenovat Bohuslava Fuchse, Josefa Gočára, Jindřicha Kumpošta a Josefa Poláška a také Dušana Jurkoviče.

### Změny katastrálních hranic Králova Pole

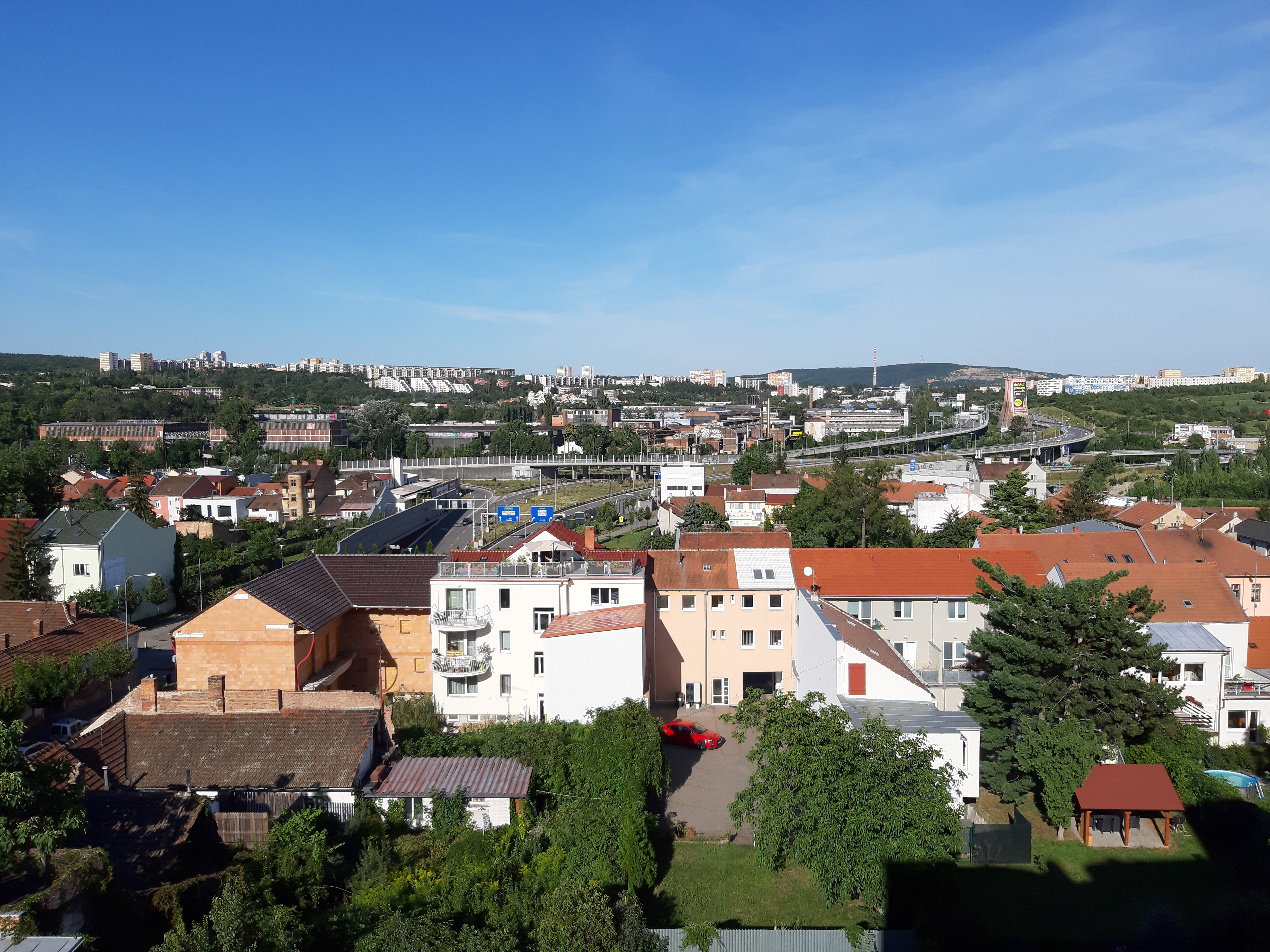
Řadová zástavba v jihovýchodní části Králova Pole

Až do roku 1969 mělo Královo Pole zcela jiné katastrální hranice než má dnes, jeho katastr byl větší, zahrnoval i okrajovou část Černých Polí, západní část Lesné, téměř celou Sadovou, severovýchod Ponavy, jih Medlánek a Řečkovic; naopak nezahrnoval oblast vysokoškolských kolejí v Kolejní ulici, Medlánecké kopce a část zástavby na západní straně Purkyňovy ulice. Takto vymezený katastr Králova Pole se do určité míry kryl s územím dnešní městské části Brno-Královo Pole. Do roku 1912 však Královo Pole mělo na území dnešních Černých Polí výběžek, jímž sahalo až ke Schreberovým zahrádkám a k dnešní Merhautově ulici. K prvním menším změnám hranic Králova Pole došlo již na přelomu 19. a 20. století, kdy došlo k několika nepatrným úpravám hranice s Velkou Novou Ulicí, při níž Královo Pole ve prospěch Velké Nové Ulice (a tím také Brna) ztratilo nepatrnou část své rozlohy. K dalšímu zmenšení královopolského katastru došlo roku 1912, kdy Královo Pole ztratilo ve prospěch Dolního a Horního Cejlu (a tím také Brna) na území dnešních Černých Polí pozemky v severní části dnešního areálu Mendelovy zemědělské a lesnické univerzity a cíp území ležící na západní straně Jugoslávské ulice, přiléhající k severnímu konci Schreberových zahrádek. Roku 1927 došlo k menší úpravě hranice se Žabovřeskami, roku 1929 došlo k úpravě hranice s Obřany v oblasti silnice spojující dnešní Lesnou se Soběšicemi (Královo Pole zde získalo například původně obřanské parcely 950/1, 950/2, 950/3, 951/1 a 951/2 v moderním katastrálním území Sadová), a zároveň ztratilo zbytek svého výše zmíněného černopolního výběžku: ve prospěch Dolního a Horního Cejlu pozemky rozkládající se v areálu zdejších kasáren a pozemky na území dnešního bloku domů mezi ulicemi Provazníkovou, Babičkovou a Břenkovou; ve prospěch Husovic území ohraničené linií vedoucí ulicemi Provazníkova-Břenkova-Zemědělská-Jugoslávská-Zemědělská-Mathonova-Provazníkova.
Koncem 60. let 20. století došlo při radikální katastrální reformě Brna k novému vymezení katastrálních hranic Králova Pole. Severovýchodní část původního královopolského katastru byla začleněna do nově vzniklého katastrálního území Sadová, části katastru na severu byly začleněny do katastrů Medlánek a Řečkovic, východní část byla začleněna do nového katastrálního území Lesná, malá jihovýchodní část katastru byla začleněna do nového katastrálního území Černá Pole, malá část katastru na jihu se stala součástí nového katastrálního území Ponava. Naopak byla ke Královu Poli připojena severní část zrušeného katastrálního území Velká Nová Ulice a Červená, okrajová východní část původního katastru Žabovřesek a jižní cíp původního katastru Medlánek.

## Obyvatelstvo
| 1869  | 1880  | 1890  | 1900   | 1910   | 1921   | 1930   | 1950   | 1961   | 1970   | 1980   | 1991   | 2001   | 2011   | 2021   |
| ----- | ----- | ----- | ------ | ------ | ------ | ------ | ------ | ------ | ------ | ------ | ------ | ------ | ------ | ------ |
| 3 361 | 4 427 | 6 688 | 10 228 | 13 078 | 15 179 | 20 667 | 22 847 | 28 175 | 22 377 | 25 192 | 21 030 | 20 205 | 21 293 | 21 119 |

## Doprava

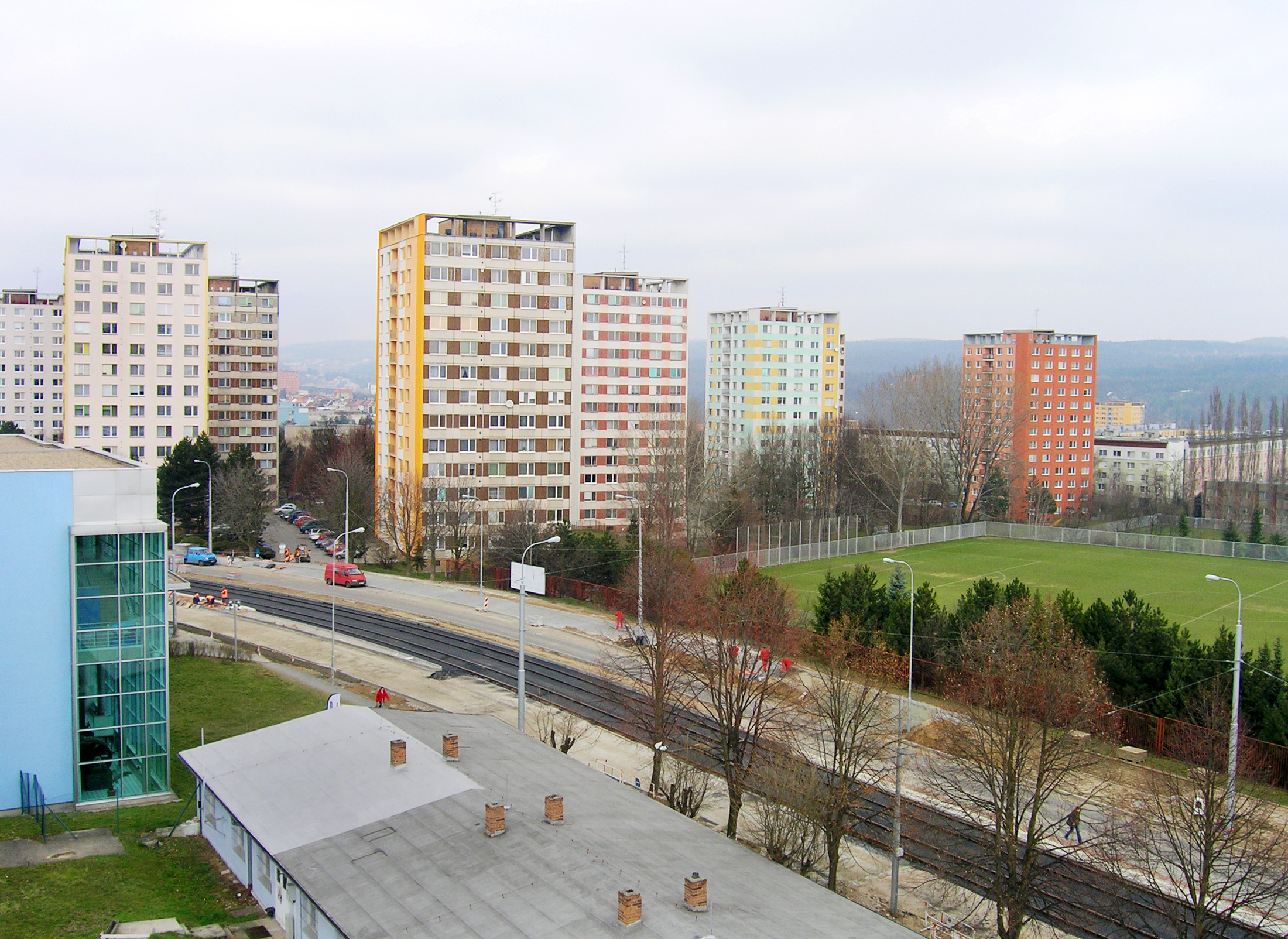
Severní část Králova Pole

### Silnice
V Králově Poli se kříží Svitavská radiála (směr Svitavy, Blansko a Tišnov) s brněnským Velkým městským okruhem, což vede ke značnému dopravnímu vytížení. Tranzit je po dobudování tunelů Dobrovského (v roce 2012, pod stejnojmennou ulicí) odveden mimo samotnou čtvrť na čtyřproudé průtahy, které ji obklopují, resp. podjíždějí

### Železnice a dálková autobusová doprava
Severovýchodním okrajem čtvrti vede železniční trať Brno – Havlíčkův Brod, která zde má stanici Brno-Královo Pole. Toto nádraží, kde zastavují i rychlíky, je hlavním uzlem veřejné dopravy pro severní část Brna. Na Palackého třídě je dále zastávka dálkových autobusů na trase z Brna směrem do Východních Čech.

### Městská doprava
Královým Polem vedou dvě paralelní tramvajové tratě z centra Brna na sever. Po ulici Purkyňova jezdí linka 12, po třídě Palackého linky 1 a 6, které se rozdělují u Semilassa na směr Řečkovice (1) a nádraží Královo Pole (6). Prostor mezi nimi obsluhuje paralelní trolejbusová linka 32 po ulicích Chodská, Charvatská a Srbská. Kolmo na tyto linky je vedena tangenciální trolejbusová linka 30 z nádraží Kr. Pole směr Žabovřesky a Bystrc, a okružní celobrněnské autobusové linky 44 a 84. Ty doplňuje linka 72 obsluhující oblast technologického parku a linka 67 zajíždějící k Nákupnímu centru Královo Pole na jihovýchodním okraji městské části (k.ú. Ponava). Od nádraží Královo Pole dále vyjíždějí autobusové linky 41, 42, 43, 65, 70 a 71 vedoucí do brněnských částí Medlánky, Řečkovice, Ivanovice, Mokrá Hora, Jehnice, Ořešín a Soběšice. Linky 41 a 71 pak pokračují do obcí České, Kuřimi, Lelekovic a Vranova. Dále odsud jezdí regionální linka 301 vedoucí přes Olešnici do města Bystré v Pardubickém kraji. Od 11. prosince 2016 je v provozu také expresní linka E56 propojující bohunický univerzitní kampus s nádražím Královo Pole.

## Pamětihodnosti

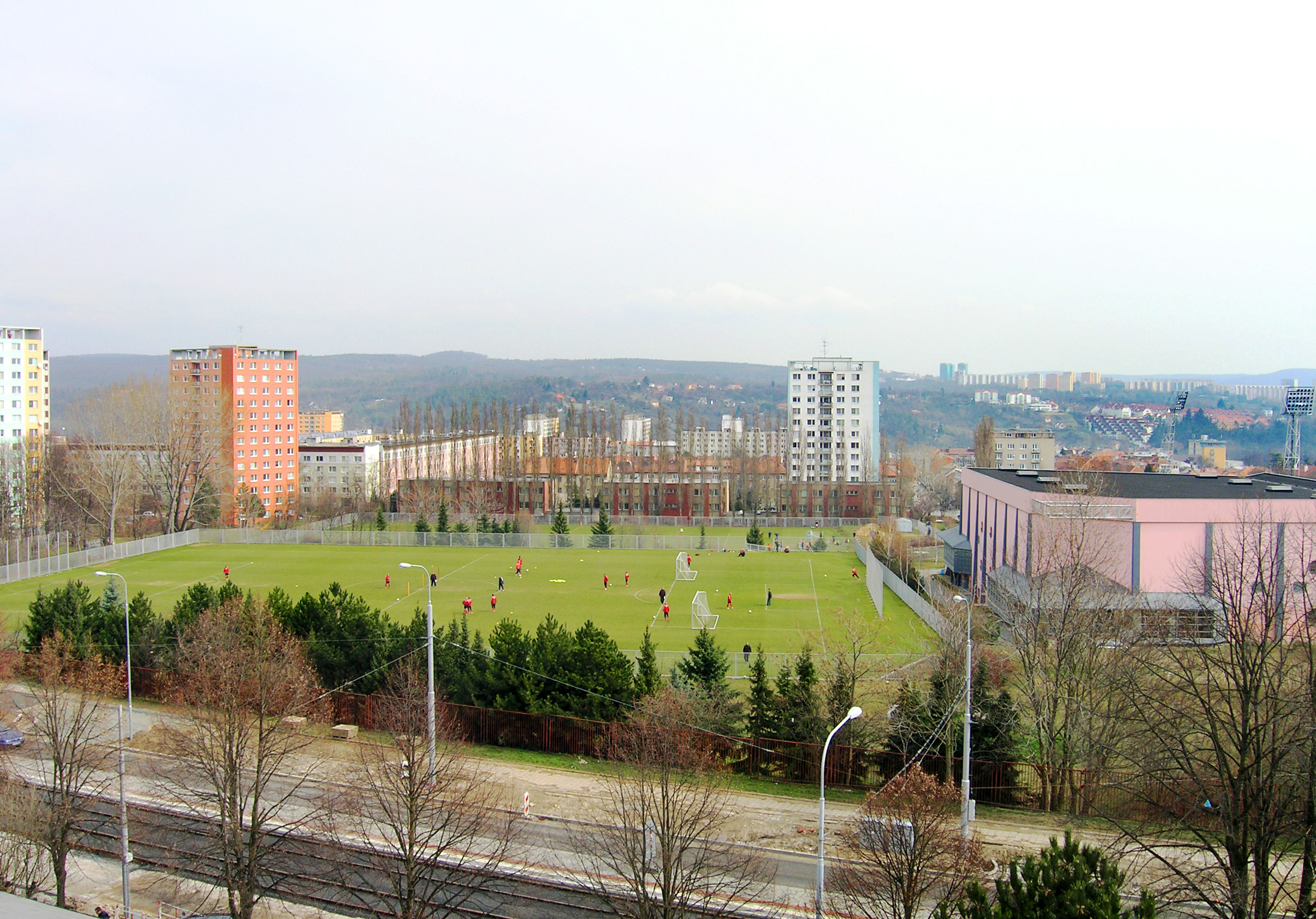
Hřiště 1. FC Brno

- Kartouza (bývalý klášter kartuziánů)
- Kostel Nejsvětější Trojice (bývalý klášterní kostel kartuziánů)
- Semilasso (bývalý Besední dům)
- empírový zámeček na Kociánce (vlastněn rodem Schaffgotschů, dnes domov pro tělesně postiženou mládež)
- Jaruškův dům (architekt Josef Gočár)
- základní škola Slovanské náměstí 2 (secesní budova architekta Antonína Blažka)
- Husův sbor (architekt Josef Novák)
- Alpa (architekt Bohuslav Fuchs)
- socha Piety na ulici Křižíkova
- socha sv. Jana Nepomuckého před kostelem nejsvětější Trojice
- socha sv. Floriána na Mojmírově náměstí

## Osobnosti
- Libuše Domanínská (1924–2021), operní pěvkyně
- Karel Höger (1909–1977), herec
- Josef Chaloupka (1898–1930), básník a novinář
- Prokop Lucemburský (1354/5–1405), zemský hejtman
- Stanislav Kratochvíl (* 1932), klinický psycholog
- Ludvík Kundera (1891–1971), klavírista a hudební pedagog
- Vladimír Kubeš (1908–1988), právník
- Alois Mikulka (* 1933), malíř a sochař
- Věra Lišková-Traubová (1910–1944), literární kritička
- Dominik Markus Morgenstern (1875–1942), bankovní úředník a podnikatel
- Ladislav Pešek (1906–1986), herec
- Ondřej Sekora (1899–1967), kreslíř, novinář, entomolog
- Karel Zahradník (1848–1916), matematik, první rektor Vysokého učení technického v Brně